# 流砂幻爱
《流砂幻爱》（日语：／ Nagisa no Shindobaddo *）是日本一部1995年公映的电影，由桥口亮辅担任导演和编剧。
片中的大部分的场景都是在导演的故乡长崎县长崎市取景。

## 剧情简介
伊藤修司（冈田义德饰）是一个对着自己同班同学吉田浩之（草野康太饰）有着近乎同性恋情的高中男生，此时班上转来一位因为强奸而转校的女生相原果沙间（滨崎步饰）。因为两人有着不可明说的秘密，因此相互成了好朋友。而相原爱慕的人却是吉田，三人之间的羁绊由此展开……

## 参演演员
| 角色名     | 饰演者     | 角色简介 |
| ---------- | ---------- | --- |
| 伊藤修司   | 冈田义德   | 吹奏乐部长号演奏者。他对吉田浩之有着爱慕之情，同时也隐瞒着自己的同性恋身份。然而，有关他的同性恋绯闻却在悄悄流传。相原果沙音并不在意伊藤修司的性格，当同性恋绯闻流传开来的时候，他们却相处得更加亲密了。 |
| 吉田浩之   | 草野康太   | 伊藤修司最好的朋友。吹奏乐部的学生指挥。虽然知道修司是同性恋，却没有阻止同学去嘲笑他，同时也没有彻底拒绝修司对自己的爱慕。他喜欢相原果沙音，却对相原的性格和过往感到苦恼。他有一辆摩托车。               |
| 相原果沙音 | 滨崎步     | 吹奏乐部单簧管演奏者。从他校转入，随即申请加入吹奏乐部。其留守宅被非法入侵，而暂住酒店。因为和中年男子从爱情旅馆走出，被学校同学误以为是援助交际。说话的方式非常冷淡，是一个以自我为中心的人。           |
| 奸原透     | 山口耕史   | 修司与浩之的好朋友，是一个活泼幼稚的人。因为自己喜欢的女生喜欢修司，因此内心十分纠结，最后放出修司是同性恋的流言。擅长打架。                                                                             |
| 清水彩子   | 高田久实   | 吹奏乐部单簧管演奏者。学校里的优等生。和修司有着非常微妙的关系，经常和修司在一起。自认为自己“言多必失”却常常多说话。                                                                                     |
| 松尾梨花   | 勇静华     | 以“为自己最好的朋友筹集堕胎费用”为名向同学借钱，实则是供自己花费。常常用猫一样的声音戏弄男孩子。相原果沙音非常讨厌她。                                                                                   |
| 修司之父   | 村井国夫   | 经常因为工作关系而晚归。修司的母亲说，修司的父亲是因为她的债务而不得不离职，而他现在正在为这些债务而苦苦挣扎。                                                                                           |
| 根津先生   | 根岸季衣   | 修司的班主任。 |
| 吉田公子   | 山口美也子 | 浩之的母亲。浩之的父亲亡故后，她一边工作一边辛苦地养育孩子。在她的工作单位里，有不少男士爱慕她。 |
| 吉田法子   | 石川千晴   | 浩之的妹妹。初中生。 |
| 篠原先生   | 赵方豪     | 吹奏乐部的顾问老师。虽然决定带领吹奏乐部参与竞赛，但由于大部分成员都是初学者，再加上参赛乐曲才练习了一半，故而独自决定放弃比赛。他不是一个热心的管理老师。                                               |
| 藤田先生   | 袴田吉彦   | 学校体育老师。 |
| 精神科医师 | 桥口亮辅   | 为修司提供辅导。他理解同性恋，并向修司的父亲解释“同性恋并不是疾病”。 |
| 古贺       | 安西纮子   | 梨花的同学和最好的朋友。经常从同学那里收钱。 |

## 制作团队
- 导演、编剧：桥口亮辅
- 监制：高井英幸、矢内广
- 制片：金泽清美、中泽夕佳
- 配乐：高桥和也
- 策划：瀬田一彦、天野真弓
- 服装：土屋纯子
- 灯光：矢部一雄
- 助理导演：田胡直道
- 协助制作：东宝映画

## 奖项荣誉
- 鹿特丹影展老虎奖（1996年）

- 都灵国际同性影展大奖

- 每日电影奖最佳剧本

- 东京国际电影节青年电影竞赛单元入围作品

## 外景场地
- 稻佐山

- 长崎市公会堂（日语：長崎市公会堂）

- 神奈川县立希望之丘高级中学（日语：神奈川県立希望ヶ丘高等学校）